# Guy Konopnicki
Guy Konopnicki (ur. 29 września 1948 w Paryżu) – pisarz, dziennikarz i felietonista francuski o polskich korzeniach. Syn Raphaëla Konopnickiego, urodzonego w 1915 roku w Kaliszu.
Współpracownik radia France-Culture, członek Francuskiej Partii Komunistycznej w latach 1963–1978; od 1968 do 1970 roku stał na czele Union des Étudiants Communistes. Był dziennikarzem komunistycznego tygodnika France-Nouvelle, następnie sekretarzem generalnym Travail et Culture. Jest autorem esejów poświęconych polityce i literaturze, powieści oraz powieści kryminalnych. Konopnicki był również związany z partią Zielonych (w regionie Ile-de-France).
Konopnicki poświęcił wiele tekstów tematyce żydowskiej, szczególnie zaś trudnej sytuacji francuskich Żydów o lewicowych poglądach wobec krytycznych uwag wystosowywanych przez francuską lewicę na temat polityki Izraela.